# Forêt des Pothées
La Forêt des Pothées, ou Forêt des Potées, est  située sur le territoire de la commune de Aubigny les Pothées, en Ardennes, France. 

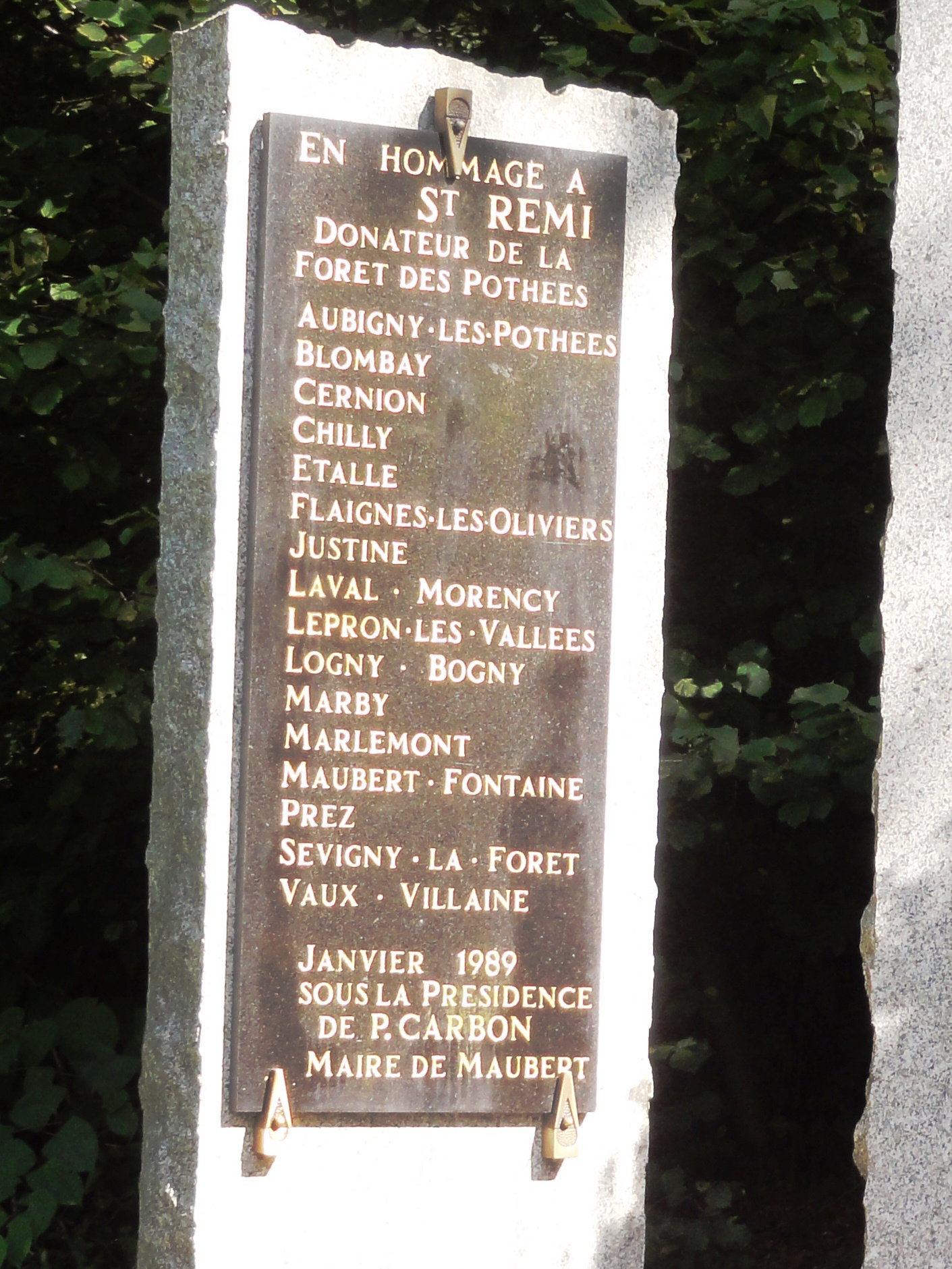
Mémorial de la forêt des Pothées

## Localisation
Les Potées ne sont pas une région naturelle ni une subdivision féodale, mais un ancien domaine ecclésiastique, aujourd'hui sur le territoire de la commune de Aubigny les Pothées, dans la partie ouest du département des Ardennes, qualifiée quelquefois de Thiérache ardennaise,.

## Histoire
De 1910 à 1939, plusieurs campagnes de fouilles mirent au jour un site de 2 000 hectares où ont été trouvés au moins 200 tumuli de la période de la Tène II.
Après la victoire de Tolbiac (496), Clovis promet à son épouse Clothilde de se faire Chrétien. Selon la tradition, Saint Rémi avait son oratoire près de Thin-le-Moutier où a lieu l’instruction religieuse du roi. Celui-ci afin de remercier le Saint Évêque, lui donne entre-autres la forêt des Potées. Celle-ci tient son nom de « de Potestatibus » (ou propriétés) où seront édifiés 17 villages soit Aubigny, Blombay, Cernion, Chilly, Ecle (sous Marby), Étalles, Flaignes-les-Oliviers, Justine, Laval-Morency, Lépron, Logny, Marby, Marlemont, Maubert-Fontaine, Prez, Sévigny-la-Forêt, Vaux-Villaines. 
Vers l’an 813, la « Terre des Potées » mentionnée dans le testament de saint Remi est attribuée au Chapitre de Reims, des chanoines y vivent sous la direction d’un abbé.
Les seigneurs de Rumigny en sont les avoués à qui le chapitre accorde, dès 1215, douze deniers blancs et une poule ou un chapon à recevoir annuellement de chaque famille des villages nouveaux. De son côté, l’avoué promet aux chanoines aide et assistance pour les constructions projetées et aux habitants son appui et protection.
Au XIe siècle, le domaine est démembré : le sud est rattaché au comté du Porcien ; le nord garde le nom de « Terre des Potées », la future Thiérache ardennaise.
Au XIIIe siècle, les Potées sont sous la juridiction du chapitre de Reims,.
En 1200, Nicolas IV de Rumigny — qui est l’avoué de la forêt ou de la terre des Pothées — est excommunié par Guillaume aux Blanches-Mains, évêque de Reims, pour les torts et dommages dont il s’est rendu coupable envers l’église de Reims en outrepassant ses droits (exactions et redevances illégales sur les habitants, pendaison d’un assassin, etc). Le pape Innocent III intervient même par un bref du 21 janvier 1201 et confirme la sentence.. Finalement, le seigneur rend aux chanoines les bois d’Aubigny, de Flaignes, de Logny, de Prez et des Oliviers, et les dédommage pour les dégâts commis dans leurs propriétés; il renonce également aux droits injustes qu’il prélevait sur les habitants et conserve ainsi l’avouerie reçue à la mort de son cousin Geoffroy de Balehan.
On conserve aux archives de Reims un document de 1236 portant le sceau de Nicholai de Rvmigniaco (Nicolas V de Rumigny, fils aîné de Nicolas IV et de Mathilde d’Avesnes) avec son bouclier à ses armes : un double trescheur fleuré, contrefleuré et une bande sur le tout. Ce seigneur mourut en  1256 et fut inhumé à l’abbaye de Bonnefontaine.
Deux nécropoles mérovingiennes ont été identifiées sur le territoire, l'une au lieu-dit Bocmont, l'autre au lieu-dit la Croix-Ancelet. Les corps présentaient la position caractéristique «  bras le long du corps et jambes écartées »  prédominante dans la région au VIe siècle et au VIIe siècle.
La forêt des Pothées est administrée par l’intermédiaire d’un syndicat qui regroupe les différentes localités concernées.